# Se le stelle fossero dei
Se le stelle fossero dei (If the Stars Are Gods) è un romanzo di fantascienza suddiviso in 5 differenti epoche, di Gregory Benford e Gordon Eklund pubblicato nel 1991.

## Trama

### Marte 2004
Un gruppo di scienziati viene spedito su Marte, per cercare forme di vita aliena. Durante le ricerche, il gruppo viene decimato da svariati incidenti. Solo Reynolds e una collega sopravvivono, ma quest'ultima suicidandosi, rende impossibile scoprire se su Marte sia mai esistita vita aliena.

### Luna 2017
Una comunità aliena entra in contatto con la terra, chiedendo esplicitamente di poter parlare con il loro miglior astrofisico. A Reynolds le creature comunicando l'importanza religiosa che le stelle hanno per loro. Quando le creature si rendono conto che il sole non è per loro una "buona" stella se ne vanno.

### Africa 2052
Reynolds viene richiamato per una missione, deve capitanare un gruppo di scienziati che hanno ricevuto un messaggio alieno da Giove.

### Giove 2060
Reynolds insieme al suo equipaggio decifra parzialmente il messaggio delle creature di Giove.

### Titano 2060
Richiamato per un'ultima missione, Reynolds cerca di comprendere quale forma di vita stia esistendo su Titano.

## Edizioni
- Gregory Benford, Se le stelle fossero dei, collana Urania Collezione n° 168, Cles, Arnoldo Mondadori, 2017.